# 鲍旭

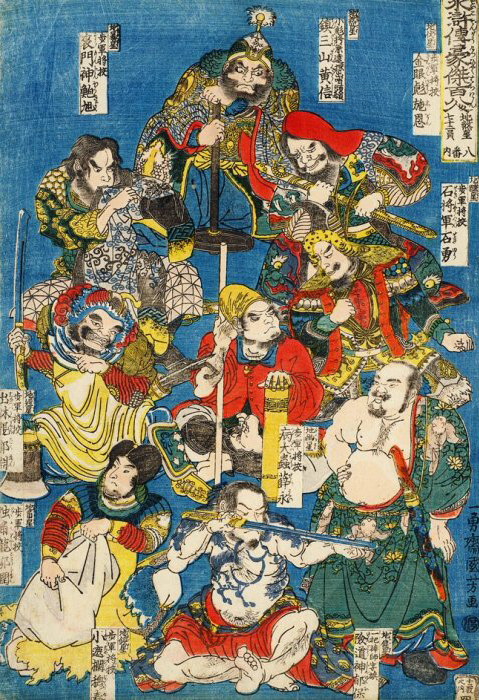
画作中的鲍旭（左上）

鲍旭是中国古典小说《水浒传》中人物，上应七十二地煞中的地暴星。因其凶残嗜杀、面貌丑恶、肤色漆黑，人送外号“丧门神”，惯使一柄阔剑。

## 生平
鲍旭原为枯树山贼王，手下有数百名喽啰。因和“黑旋风”李逵、“没面目”焦挺义气相投，在共同攻打凌州后归依梁山，被封为步军头领的一员，位列第六十位好汉。出战时常同“八臂哪吒”项充和“飞天大圣”李衮担任李逵的副手，为人勇猛非常。在梁山军与童贯率领的朝廷官军交战时，四人前后左右相互配合冲入万军丛中，如虎入羊群，杀得横尸遍野；征辽迎战贺重宝时，与樊瑞、项充、李衮配合李逵率领精锐蛮牌步兵杀得辽军阵脚大乱；在破兀颜光所布置的“太乙混天象阵”时，五人再次协力将雷车推入辽军阵内，立下关键战功；讨江南方腊，与李逵、项充、李衮仅以四人之力陷坚突众，猛冲千人敌阵，合力劈杀其统帅江南十二神之“太岁神”高可立以及“霹雳神”张近仁，并于乱军中跳荡纵横，斩杀颇多，竟将数百名南军残兵逼退回常州城内；苏州之战，与李俊、李逵、项充、李衮等诸头领奋力攻下城池；杭州之战，劈杀敌将苏泾、廉明，后与李逵、项充、李衮直扑南军四大元帅之一的石宝，反遭其砍作两段，李逵为之痛哭流涕。因战功卓著由朝廷追封为义节郎。

## 影视形象
- 2011年版《水浒传》：杨滨
- 2013年版《武松》：郭亚莎
- 2013年电影《丧门神鲍旭》：王会来

## 漫画
- 《水滸傳》，橫山光輝，1967－1971年，日本

## 電子遊戲
- 《水滸傳·天命之誓》，1989年，日本，光榮株式會社
- 《水滸演武（日语：水滸演武）》，1995年，日本，Data East
- 《水滸傳·天導一〇八星》，1997年，日本，光榮株式會社